# Jan Schiller
Jan Schiller (ur. 6 kwietnia 1972 w Moście) – czeski polityk, od 2020 roku hetman kraju usteckiego. W latach 2017–2020 deputowany do Izby Poselskiej. 

## Życiorys
Uzyskał tytuł inżyniera na wydziale górniczym Politechniki Ostrawskiej, a następnie bakalaureat na wydziale środowiska Uniwersytetu Jana Evangelisty Purkiniego w Uściu nad Łabą.
W wyborach lokalnych w 2014 roku kandydując jako bezpartyjny z list ANO 2011 został wybrany radnym Mostu. Został członkiem Komisji ds. Budżetu Miasta. W 2016 roku dołączył do ANO. W wyborach parlamentarnych w październiku 2017 roku, kandydując z 7. miejsca listy ANO, został wybrany deputowanym do Parlamentu Czech. W wyborach lokalnych w 2018 roku uzyskał reelekcję jako radny Mostu. 
W wyborach regionalnych w 2020 roku został natomiast wybrany radnym kraju usteckiego, a 16 listopada tego samego roku objął urząd hetmana kraju. Został członkiem zarządu Związku Regionów Republiki Czeskiej. W wyborach lokalnych w 2022 roku ponownie wybrano go radnym Mostu.